# Uli Edel
Ulrich Edel (* 11. April 1947 in Neuenburg am Rhein) ist ein deutscher Fernseh- und Filmregisseur. Zu seinen bekanntesten Filmen gehören Christiane F. – Wir Kinder vom Bahnhof Zoo (1981), Letzte Ausfahrt Brooklyn (1989) und Der Baader Meinhof Komplex (2008).

## Werdegang
Uli Edel besuchte von 1957 bis 1966 das Jesuiteninternat Kolleg St. Blasien. Nach einem Studium der Germanistik und der Theaterwissenschaft wurde Edel an der Hochschule für Fernsehen und Film in München aufgenommen und studierte dort Regie. Dort lernte er Bernd Eichinger kennen. Sie arbeiteten zusammen an ihren Übungsfilmen und teilten die Faszination sowohl an der Nouvelle Vague und dem Neorealismus als auch an amerikanischen Mainstream-Kinofilmen. Zur selben Zeit nahm Edel Schauspielstunden und interessierte sich für die Theorien von Stanislawski und Strasberg. Nach dem erfolgreichen Abschluss arbeitete er mit Douglas Sirk und führte bei zwei Fernsehproduktionen Regie.
1980 arbeitete Edel gemeinsam mit Bernd Eichinger (Produktion) und Herman Weigel (Drehbuch) an der wahren Geschichte der Drogensüchtigen Christiane Felscherinow. Der Film mit dem Titel Christiane F. – Wir Kinder vom Bahnhof Zoo wurde im folgenden Jahr veröffentlicht und war sowohl national als auch international ein großer Erfolg. Sechs Jahre später arbeiteten sie erneut zusammen und produzierten einen weiteren Erfolg: Letzte Ausfahrt Brooklyn (Last Exit To Brooklyn) mit Stephen Lang und Jennifer Jason Leigh, basierend auf dem Roman von Hubert Selby.
2002 inszenierte Edel die internationale zweiteilige Fernsehproduktion Julius Caesar, die mit einem Budget in Höhe von 20 Millionen US-Dollar einer der teuersten Fernsehfilme überhaupt wurde. 2004 führte er Regie im Fernseh-Zweiteiler Die Nibelungen, basierend auf der Nibelungensage. Im Jahr 2007 drehte Edel für den Produzenten Bernd Eichinger die Stefan-Aust-Verfilmung Der Baader Meinhof Komplex. 2009 wurde der Film als offizieller deutscher Beitrag für den Oscar in der Kategorie Bester fremdsprachiger Film und für den Golden Globe Award nominiert.
Im Sommer 2009 führte Edel in Berlin Regie bei den Dreharbeiten zu dem Film Zeiten ändern dich nach dem autobiographischen Buch des Rappers Bushido. Produzent war wieder Eichinger; der Film hatte am 3. Februar 2010 in Berlin Premiere.
Vom 13. Juni bis zum 29. September 2012 drehte Edel im Auftrag des ZDF an 76 Drehtagen für insgesamt 10 Millionen Euro den aufwändigen Dreiteiler Das Adlon. Eine Familiensaga mit Heino Ferch und Marie Bäumer in den Hauptrollen. Der Film wurde am  6., 7. und 9. Januar 2013 ausgestrahlt.

## Auszeichnungen
Edel wurde 1990 mit dem Bayerischen und dem Deutschen Filmpreis, in der Kategorie Beste Regie für seinen Film Letzte Ausfahrt Brooklyn, ausgezeichnet. 2009 erhielt er für seine Arbeit an Der Baader Meinhof Komplex eine weitere Nominierung in dieser Kategorie.

## Filmografie
- 1978: Das Ding (TV)
- 1981: Christiane F. – Wir Kinder vom Bahnhof Zoo
- 1984: Eine Art von Zorn (TV)
- 1989: Letzte Ausfahrt Brooklyn (Last Exit to Brooklyn)
- 1990: Twin Peaks (TV; eine Episode)
- 1993: Body of Evidence
- 1994: Vault of Horror: Volume 4 – Tales from the Crypt (TV)
- 1994: Confessions of a Sorority Girl (TV)
- 1995: Tyson (TV)
- 1995: Rasputin
- 1999: Showdown auf dem Weg zur Hölle (Purgatory, TV)
- 2000: Der kleine Vampir (The Little Vampire)
- 2001: Die Nebel von Avalon (The Mists of Avalon) (TV-Mehrteiler)
- 2002: Julius Caesar (Julius Caesar) (TV)
- 2002: King of Texas (King of Texas) (TV)
- 2004: Die Nibelungen (Ring of the Nibelungs) (TV)
- 2008: Der Baader Meinhof Komplex
- 2010: Zeiten ändern dich
- 2013: Das Adlon. Eine Familiensaga (TV-Dreiteiler)
- 2014: Houdini (TV-Zweiteiler)
- 2015: Pay the Ghost
- 2019: Der Club der singenden Metzger
- 2019: Unterm Birnbaum
- 2021: Der Palast (TV-Sechsteiler)